# رالف ماكلين (سياسي)
كان مالكولم روس (رالف) ماكلين (بالإنجليزية: Malcolm Ross (Ralph) Mclean)‏ (26 مارس 1957-25 ديسمبر 2010) سياسيا أستراليًا، شغل منصب رئيس بلدية فيتزروي، فيكتوريا في عامي 1984 و 1985. وكان أول رجل مثلي الجنس علنا يُنتخب لمنصب رئيس بلدية في أستراليا.
ولد ماكلين عام 1957 في كيلمور، وتلقى تعليمه في جامعة ملبورن. عمل كمسؤول أبحاث في اتحاد الطلاب الأسترالي، وكان عضوًا في مجموعة «جورنال ملبورن التاريخية» (بالإنجليزية: Mrlbourne Historical Journal)‏.
أعلن عن كونه مثلي الجنس لعائلته في عام 1979. وٱنتخب لأول مرة للمجلس البدني لمدينة فيتزروي في عام 1982 كعضو في مجلس حزب العمال الأسترالي، وأعلن عن مثليته الجنسية خلال حملته لرئاسة البلدية في عام 1984 وفاز بالانتخابات.
ظل ماكلين بعد فترة عمله كرئيس لبلدية فيتزروي نشطًا في المجتمع الفني والثقافي في ملبورن، بما في ذلك شغله لمنصب رئيس مجلس إدارة «مهرجان ملبورن فرينج» خمس سنوات، وأربع سنوات كرئيس ل«سي31 ملبورن» وفترة عمل كمدير تنفيذي للاتحاد الأسترالي لمنظمات الإيدز.
توفي ماكلين في ديسمبر 2010 بسبب فشل الكبد. كشفت مدينة يارا وهي الحكومة التي خلفت مدينة فيتزروي في عام 2014 النقاب عن نصب تذكاري عام لمجتمع المثليين في المدينة والذي تم تخصيصه جزئيًا لماكلين.